# 玖捌壹健康科技集团
玖捌壹健康科技集团有限公司，或称981健康科技集团，2014年3月在北京市海淀区注册成立。

## 旗下公司
- 981北京健康医学中心，CEO王文中，总经理国俊[1]。
- 2017年7月，成立九八一健康科技(海南)有限公司。
- 2017年11月，设立981肿瘤防治与康复管理中心，位于北戴河生命健康创新示范区[2]。

集团董事长赵伟，总经理张博。

## 981首长健康工程
2005年“981健康工程”课题组成立，5月正式启动，包括150岁长寿工程等三大工程。参与单位有解放军总医院、军事医学科学院等，981首长健康工程副主任委员赵伟。
981健康科技集团在对外宣传中使用“以981健康工程为依托”、“以首长保健团队为核心”、“几十年首长医疗保健经验”等作为宣传点。
2019年9月，一条关于首长医疗保健工作和981首长健康工程的微信广告引发关注，次日因“不当使用国家机关、工作人员的名义或形象”被屏蔽。